# Venezuelas fodboldlandshold
Venezuelas fodboldlandshold er det nationale fodboldhold i Venezuela, og repræsenterer landet ved internationale turneringer. Holdet har aldrig deltaget ved VM.
I Copa América har holdet deltaget 14 gange, hvor det bedste resultat er en fjerde plads i 2011.